# Gagnac-sur-Cère
Gagnac-sur-Cère – miejscowość i gmina we Francji, w regionie Oksytania, w departamencie Lot, położona nad rzeką Cère.
Według danych na rok 1990 gminę zamieszkiwało 611 osób, a gęstość zaludnienia wynosiła 48 osób/km² (wśród 3020 gmin regionu Midi-Pireneje Gagnac-sur-Cère plasuje się na 513. miejscu pod względem liczby ludności, natomiast pod względem powierzchni na miejscu 903.).